# Баюбас-де-Арріба
Баюбас-де-Арріба (ісп. Bayubas de Arriba) — муніципалітет в Іспанії, у складі автономної спільноти Кастилія-і-Леон, у провінції Сорія. Населення — 57 осіб (2010).
Муніципалітет розташований на відстані близько 140 км на північний схід від Мадрида, 41 км на південний захід від Сорії.
На території муніципалітету розташовані такі населені пункти: (дані про населення за 2010 рік)
- Баюбас-де-Арріба: 47 осіб
- Вальверде-де-лос-Ахос: 10 осіб

## Демографія
Динаміка населення (INE ):